# IXPE
IXPE (Imaging X-ray Polarimetry Explorer：イメージングX線偏光測定エクスプローラー) はアメリカ航空宇宙局(NASA)とイタリア宇宙機関(ASI)の協力によって2021年に打ち上げられたX線観測衛星。ブラックホールや超新星残骸などの強力なX線源を観測するX線天文学において偏光観測を専門に行う初のミッションとなる。NASAのエクスプローラー計画における小型探査機シリーズSMEXの1機である（SMEX-14）。

## 概要
X線天文学の分野における偏光観測は、1978年にNASAがOSO-8衛星に搭載したグラファイト結晶パネルのブラッグ反射を利用した装置でかに星雲(M1)の観測を行いその先鞭をつけたが、検出装置の原理的な制約から特定のエネルギー（2.6 keVと5.2 keV）に限定された観測であった。高感度かつ広帯域でX線の偏光観測が可能な検出器は開発に技術的困難があり、1990年代にはコンプトン散乱を利用した検出器をロシアのSpectrum X-Gammaへ搭載する計画があったが中止され、2012年には新たにガス電子増幅器を採用したGEMS（SMEX-13）をNASAが進めたものの予算上の理由でキャンセルされるなど、X線天体を偏光観測できる宇宙望遠鏡は長らく実現に至らなかった。
その後NASAはキャンセルされたGEMS（SMEX-13）に続くミッションとして、2015年7月に赤外線天文衛星SPHERExと二つのX線偏光天文衛星の案IXPEとPRAXySに候補を絞り込み、2017年1月3日にこの中からSMEX-14としてIXPEを選択した。
IXPEはイタリア宇宙機関(ASI)によって開発された高性能の偏光検出器を用いる計画であり、同年6月20日にNASAとASIはIXPEの実現に向けた協定を締結した
。
衛星本体はボール・エアロスペース社によって製作され、過去に3基の衛星（STPSat-2・3とGPIM）に採用実績がある同社の小型衛星バスBCP-100をベースに構築される。IXPEの計画はアメリカ・イタリアを中心として12ヵ国の研究機関が協力する体制を取っており、日本からは理化学研究所（ガス電子増幅フォイルを提供）と名古屋大学（望遠鏡の熱制御フィルタを提供）がその開発に参加している

。
IXPEはペガサスXLロケットのフェアリングに格納することを考慮して設計されているが、実際の打ち上げはスペースX社のファルコン9によって行われることとなった。衛星の構築と打ち上げを含む計画の総費用は1億8800万ドルと見込まれている。打ち上げは当初2021年5月が予定されたが、IXPEのミラー組立作業中にマーシャル宇宙飛行センターで新型コロナウイルスの罹患者が出た影響で遅延が生じ
、
同年12月9日6時(UTC)にケネディ宇宙センター39A発射台より打ち上げが行われた。用いられたファルコン9のブースター(第一段ロケット)は再利用による5回目の飛行であった
。

## 観測運用
望遠鏡のブーム伸展とテスト観測ののち、2022年1月11日に最初の科学的観測目標となるカシオペヤ座Aの観測が開始された。IXPEはそれに引き続き初年度に30以上の観測目標が計画されている
。
IXPEの運用はコロラド大学ボルダー校の大気宇宙物理学研究所 (LASP) に置かれるミッション・オペレーションセンターとマーシャル宇宙飛行センターのサイエンス・オペレーションセンターが担当する。軌道傾斜角0.2度の近赤道軌道を周回するIXPEへのコマンド送信と観測データ受信は、赤道直下に位置するケニア沖のルイージ・ブログリオ宇宙センターにおいて行われ、そのバックアップとしてシンガポールのKSAT地上局が使用される。本計画の主任研究科学者は、かつてOSO-8でかに星雲のX線偏光観測に携わった、マーシャル宇宙飛行センターのマーティン・ワイスコフ博士が務める。
IXPEによって取得された観測データはNASAの高エネルギー天体物理科学アーカイブ研究センター（HEASARC）に収められ各国の研究者に利用される予定となっており、巨大ブラックホール、パルサー、クェーサー、マグネター、活動銀河核など高エネルギー天体の偏光観測データを得ることによって、これらの天体の回転や磁場の立体構造を解明するなど、高エネルギー宇宙物理学の新たな発見に結び付くことが期待されている。

## 観測装置
IXPEは同一設計の3つのX線偏光望遠鏡を搭載しており、3基の検出器ユニットとペアになった集光用ミラーモジュール3基で構成される。
直径300mmの円筒状のミラーモジュール3基は打ち上げ後に伸長するブームの先端に取り付けられており、24層の多重ミラーからなるかすめ入射鏡を用いて4m先の衛星本体に取り付けられた検出器ユニットにX線を収束する。各望遠鏡は打ち上げ後に展張したブームにより4001mmの焦点距離を持ち、その視野は12.9分角で分解能は25秒角である
。
検出ユニットにはイタリア宇宙機関(ASI)が国立天体物理学研究所（INAF）および国立核物理研究所（INFN）との協力によって開発した、2～8keVのネルギー帯域のX線を高感度で観測可能なガスピクセル検出器（GPD）を採用している。またミラーモジュールの先端には打ち上げ後に展開されるX線シールドが配置され、ミラーモジュールを通過しない観測対象外のX線が検出器に入射することを防止する。